# Lèvres menteuses
Pour plus de détails, voir Fiche technique et Distribution.
Lèvres menteuses (titre original : Lying Lips) est un film muet américain réalisé par John Griffith Wray et sorti en 1921.

## Fiche technique
- Titre original : Lying Lips
- Réalisation : John Griffith Wray
- Réalisateur assistant : Harry Schenck
- Scénario : Bradley King, d'après une histoire de May Edginton
- Producteur : Thomas H. Ince
- Photographie : Henry Sharp, Charles Stumar
- Montage : Del Andrews
- Production : Thomas H. Ince Corporation
- Genre : Drame
- Distributeur : Associated Producers Inc.
- Durée : 70 minutes
- Dates de sortie : 
  - États-Unis : 30 janvier 1921
  - France : 22 février 1924

## Distribution
- House Peters : Blair Cornwall
- Florence Vidor : Nancy Abbott
- Joseph Kilgour : William Chase
- Margaret Livingston : Lelia Dodson
- Margaret Campbell : Mrs. Abbott
- Edith Yorke : Mrs. Prospect
- Calvert Carter : Horace Prospect
- Emmett C. King : John Warren